# Alexis du Bosch
Alexis du Bosch – szermierz reprezentujący Belgię, uczestnik letnich igrzysk olimpijskich w Londynie w 1908 roku.